# Ljutovid
Ljutovid (srbsko Љутовид, Ljutovid) je bil neodvisen lokalni slovanski vladar Zahumja z naslovom knez. 
Zahumje je obsegalo dele današnje zahodne Hercegovine v Bosni in Hercegovini ter južne Hrvaške ob jadranski obali. Ljutovid je svoj razcvet doživel sredi 11. stoletja kot vazal Bizantinskega cesarstva. 
Kot lokalni vladar Zahumja in bizantinski vazal je bil julija 1039 imenovan za "protospatarija krizotriklina, hipasta in stratega Srbije (Raške) in Zahumja" in zahteval oblast v vojaških zadevah ne samo v svoji lokalni domeni, ampak tudi v celotni Raški. Naslove mu je podelil verjetno cesar Mihael IV. Paflagonec, ki mu je morda podelil tudi nominalne pravice nad sosednjimi deželami, vključno z Raško.
Po pripovedih Ivana Skilice iz 11. stoletja in Letopisu popa Dukljana iz 14. stoletja je novi cesar Konstantin IX. Monomah leta 1042 ukazal guvernerju Draške teme Mihaelu, naj zbere veliko vojsko in pošlje veliko cesarskega zlata in srebra županu Raške in banu Bosne in naroči Ljutovidu iz Zahumja, naj stori enako za podporo strmoglavljenju Štefana Vojislava Dukljanskega. Vzrok za cesarjeve načrte za Vojislavovo strmoglavljenje je bil Vojislavova obtožba cesarja za ropanje zlata in napad na dežele bizantinskih zaveznikov. Leta 1043 je Mihael ali Kurcilij in Ljutovid povedel zavezniško vojsko proti Duklji, vendar je bil v zasedi v pogorju Tribalos, morda Klobuk, popolnoma uničen.  Ljutovid se je pomeril z Vojislavovim sinom Gojislavom. Vojislav je zasledoval ostanke poražene vojske in k Duklji priključil Zahumje, Travunijo in Draško temo.
Obstaja tudi več drugih dokumentov, katerih pristnost potrjujejo novejše raziskave. Prvi v dveh različicah je iz leta 1039 oziroma 1151, tretji pa je sestavljen iz prepisa srbskega velikega kneza (župana) Dese. V njih je potrjen Ljutovidov naslov "protospatarij krizoklinija, hiparh in strateg Srbije in Zahumja". Po teh zapisih je Ljutovid nagradil samostan na Lokrumu z Babinim poljem na otoku Mljetu (današnja Hrvaška). Ob tem je izjavil, da "nihče, niti Dubrovčan niti Stonjan, ne morejo preprečiti njegove donacije".